# Neoleanira tetragona
Neoleanira tetragona é uma espécie de anelídeo pertencente à família Sigalionidae.
A autoridade científica da espécie é Örsted, tendo sido descrita no ano de 1845.
Trata-se de uma espécie presente no território português, incluindo a sua zona económica exclusiva.